# Evius hippia
Evius hippia är en fjärilsart som beskrevs av Stoll 1790. Evius hippia ingår i släktet Evius och familjen björnspinnare. Inga underarter finns listade i Catalogue of Life.

## Bildgalleri

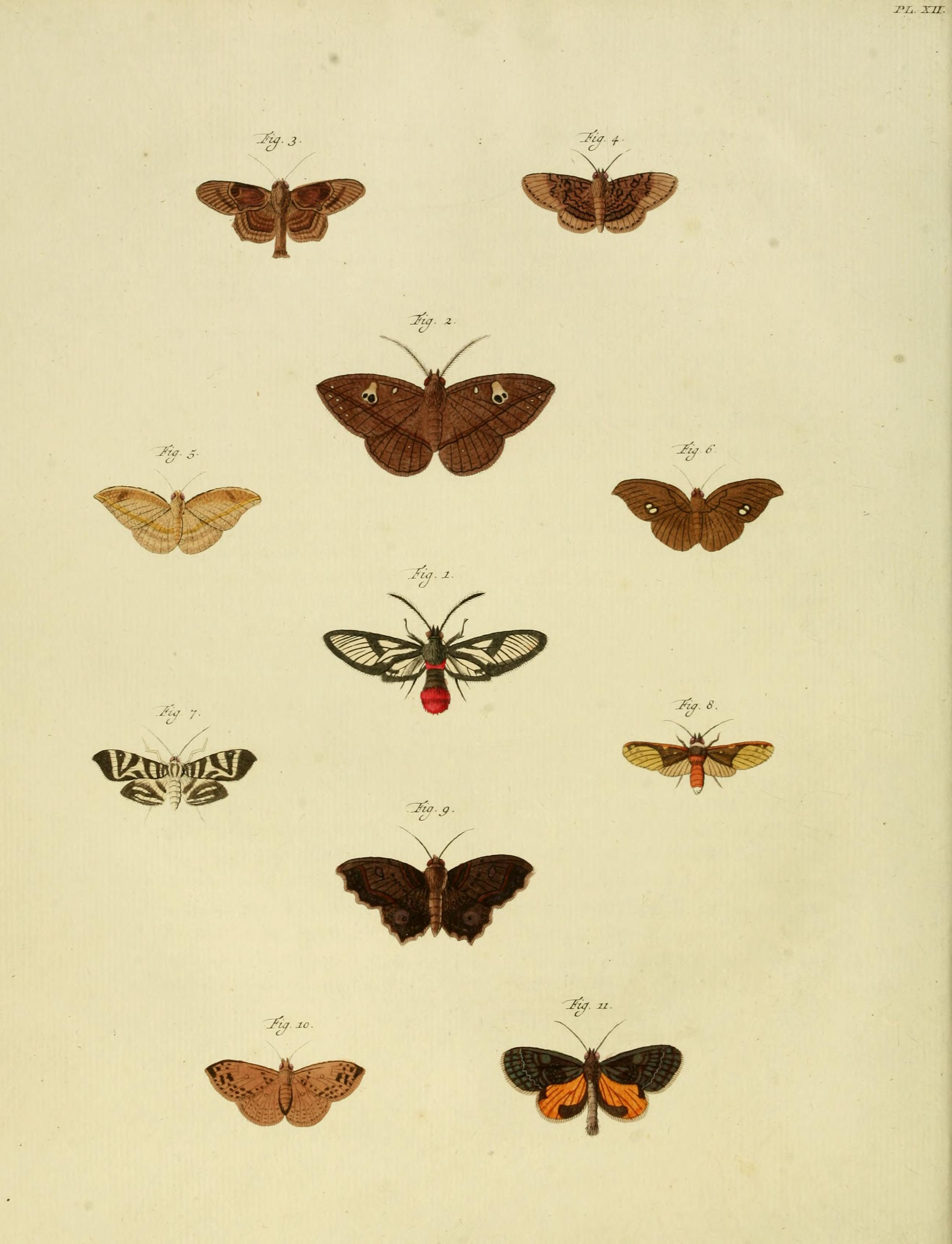